# Goor
Pour les articles homonymes, voir Goor (homonymie).

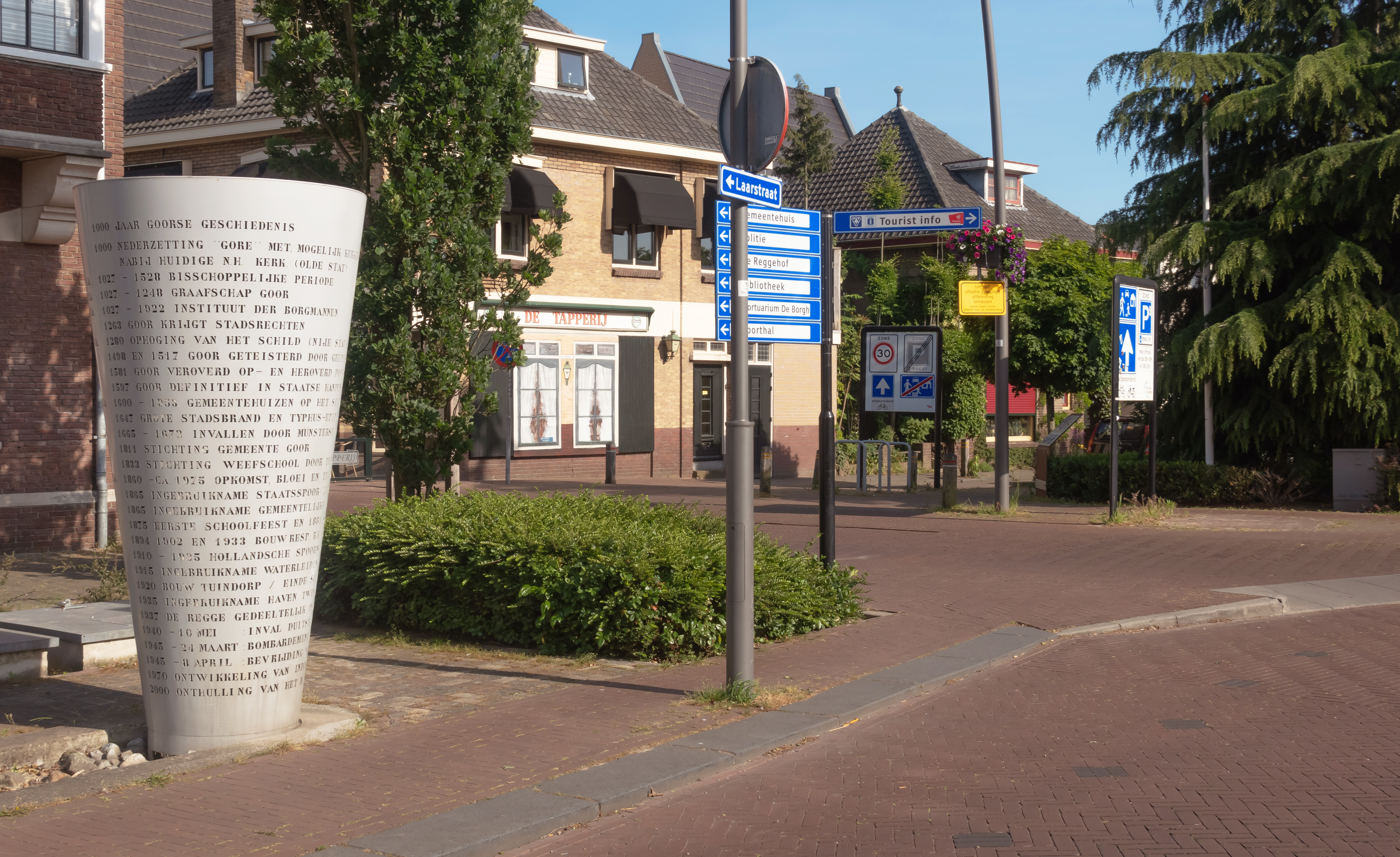
Sculpture de l'histoire de Goor.

Goor est un village situé dans la commune néerlandaise de Hof van Twente, dans la province d'Overijssel. Le 1er janvier 2008, le village comptait 12 314 habitants.
Le 1er janvier 2001, la commune de Goor fusionne avec celles de Stad Delden, Ambt Delden, Diepenheim et Markelo pour former la nouvelle commune de Hof van Twente

## Histoire

### Origine
Le nom Goor est un mot de hollandais moyen pour marécage ou lieu dans les basses terres marécageuses. Au fil des siècles, la ville a été désignée sous les variantes Gore, Ghoer, Ghoor et enfin Goor. La toute première mention est apparue pendant le règne de l'évêque Bernold d'Utrecht, entre 1027 et 1054, quand il enregistre dans une charte que le noble et clerc Adolfus, comte de Goor, a transféré à l'église de St. Martin (c'est-à-dire l'Archidiocèse d'Utrecht) avec la permission de son héritière Wicburga, sa cour, bâtiments, serfs et terres, prairies et forêts de la région de Godescalck,.

### Privilèges urbains
Goor a reçu les droits de ville en 1263 de l'évêque d'Utrecht, Henri de Vianden, le dirigeant territorial de l'Oversticht (qui comprenait les provinces d'Overijssel et de Drenthe). En 1273, la ville avait un plebanus documenté (pasteur avec procuration) et donc une église paroissiale. Au Moyen Âge, la ville a fonctionné pendant un certain temps comme centre d'administratif de la région de Twente (drostambt Twente). Entre autres choses, le drost de Twente y résidait.

### Guerre de Quatre-Vingt Ans
En 1560, Jacobus van Deventer fit un plan de l'Overijssel où la ville de Goor occupait une place importante. En 1581, les forces des Provinces-Unies tentèrent en vain de s'emparer de la ville lors de la bataille pour Goor.
Goor est passée au protestantisme pendant la Réforme et la guerre de Quatre-Vingts Ans. L'Église catholique romaine d'origine est devenue protestante après que la ville soit passée inopinément du côté des Espagnols à celui des troupes des Provinces-Unies dirigées par Maurice d'Orange pendant la Trêve de douze ans (1609-1621). En raison de la guerre et de la transition vers le protestantisme, l'église paroissiale Sint-Petrus (aujourd'hui Hofkerk) a été délestée de son cachet et de son patrimoine artistique d'origine catholique. Elle avait également été en partie détruite par l'artillerie espagnole. En 1647, pendant l'incendie de la ville, une petite chapelle située sur le Schild, une motte castrale, a probablement aussi disparue.

### Protestantisme et catholicisme
Dans l'ouest de la province de Twente, sous l'influence de la noblesse, une partie considérable de la population est passée au protestantisme mais dans les autres parties de la région, la religion catholique romaine a été conservée. Contrairement à d'autres grandes parties de la Twente (Hengelo, Oldenzaal), Goor était peuplée d'une majorité de protestants. Le manoir d'Heeckeren (nl), situé près de Goor, appartenant à l'un des rares nobles restés catholiques, a longtemps servi de refuge à la petite communauté catholique, abritant une schuilkerk, à qui la pratique publique de la religion était interdite par les autorités calvinistes. Des prêtres de la Principauté de Münster, déguisés en colporteurs, parcouraient les régions frontalières. Les hameaux catholiques voisins de Zeldam et Wiene provoqueraient plus tard une lente augmentation du nombre de catholiques dans la ville. En conséquence, une communauté catholique étant établie à Goor, elle a pu ériger une petite église en 1811 et, plus tard, construire sa propre grande église paroissiale. À la fin du XIXe siècle, un cimetière paroissial sera aussi établi et consacré sur l'Iependijk. Vers 1900, un couvent de moniales dominicaines a été établi dans le manoir, ce qui a donné une grande impulsion à l'éducation catholique locale. Les sœurs ont quitté le monastère à la fin du XXe siècle.
L'église catholique de Goor, Saints Pierre et Paul, a été construite en 1894. À partir de 2010, l'église a fusionné avec la paroisse « De Heilige Geest ». En raison de la baisse de la fréquentation de l'église, du vieillissement de la population et du manque de bénévoles, l'église est passée sous le statut « bâtiment en péril » en 2019.

### Industrialisation
Goor a joué un rôle important dans la région. Le Palais de justice et le Bureau des douanes y étaient installés pendant de longues années et la ville avait un port animé sur la rivière Regge. En 1833, l'Anglais Thomas Ainsworth fonda la première école de tissage de la ville. Jusque dans les années 1960, l'industrie textile a prospéré et a fourni du travail pour la ville et dans les environs. Cette branche industrielle appartenait presque entièrement à la famille Jannink (Fa. Jannink Arntzenius & Co.). Le complexe textile sur la Stationslaan a été complètement détruit par un incendie en 1962. Quelques années plus tard, la zone est préparée pour la construction d'un projet immobilier et depuis le milieu des années 1980, un nouveau quartier résidentiel a été progressivement construit, Het Jannink.
Depuis 1936, le canal de Twente, appelé à l'origine le Twente-Rijn-kanaal, longe la ville depuis 1936, ce qui a donné lieu à la création, entre autres, des usines Eterniet (aujourd'hui Eternit).
L'usine Eternit, qui produisait du ciment à base d'amiante, a posé de nombreux problèmes à la ville. Pendant des décennies, tout le monde a été autorisé à utiliser gratuitement les résidus de production de l'entreprise pour créer des routes et des allées de jardin. Ce n'est que vers 1990 que la municipalité a découvert que ce matériau contenait des particules d'amiante cancérigènes, ce qui a obligé à nettoyer une grande partie de la ville. Certains anciens employés qui ont développé un cancer alors qu'ils travaillaient pour Eternit, et leurs descendants, ont intenté des poursuites judiciaires contre l'entreprise entre 1990 et 2006, avec plus ou moins de succès.
Goor avait une politique municipale connue au niveau national au début du XXe siècle. Le Parti ouvrier social-démocrate de gauche, dominant la vie politique de la ville, était à plusieurs reprises en conflit avec l'éminent politicien municipal Abraham Lobstein.

### Communauté juive auXXesiècle
Au début du XXe siècle, une nouvelle synagogue a été construite dans la ville sur la Schoolstraat. La communauté juive de Goor était nombreuse. Le cimetière juif historique de la Molenstraat date de 1720. Pendant la Seconde Guerre mondiale, une grande partie des juifs de Goor ont été déportés, bien que relativement nombre d'entre eux sont allés se cacher chez des fermiers dans les environs ; 62,5% des Juifs de Goor ont survécu à la période de la clandestinité ou des camps de concentration.

### Seconde guerre mondiale
Le 24 mars 1945, le centre-ville a été anéanti par un raid de bombardement allié. Goor était un point de transit pour l'occupant allemand. Des dépôts de munitions ont été touchés lors des bombardements, tuant 82 civils et quelques soldats allemands.
Le 8 avril 1945, Goor a été libéré par la 1re division blindée polonaise (Batailjon Strzelcow Podhalanskich),.
À la fin des années 1940, le centre de la ville a été reconstruit, créant un nouvel espace pour le trafic de transit.

### Après le conflit mondial
En 2013, Goor a célébré le 750e anniversaire « en tant que ville ». Le roi Willem-Alexander et la reine Maxima ont honoré cet événement par leur visite cette année-là.

## Personnalité liée à la localité
- Joan Bernard Auffmorth (1744-1831), homme politique néerlandais, député et maire de la ville à plusieurs reprises.